# Aleurocanthus hirsutus
Aleurocanthus hirsutus là một loài côn trùng cánh nửa trong họ Aleyrodidae, phân họ Aleyrodinae.
Aleurocanthus hirsutus được Maskell miêu tả khoa học đầu tiên năm 1896.